# Aaron Thomas
Aaron Thomas (Cincinnati, Ohio, 3 de diciembre de 1991) es un baloncestista estadounidense que pertenece a la plantilla del NPC Rieti de la Serie B Nazionale italiana. Con 1,96 metros de estatura, juega en la posición de escolta.

## Trayectoria deportiva

### Universidad
Jugó tres temporadas con los Seminoles de la Universidad Estatal de Florida, en la que promedió 10,7 puntos, 3,3 rebotes y 1,5 asistencias por partido, En abril de 2015 se declaró elegible para el Draft de la NBA, renunciando así a su último año en la universidad.

### Profesional
Tras no ser elegido en el Draft de la NBA de 2015, fichó por el MLP Academics Heidelberg de la ProA, la segunda categoría del baloncesto alemán, con el que únicamente disputó ocho partidos, en los que promedió 18,5 puntos y 6,1 rebotes, rompiendo su contrato en el mes de diciembre alegando motivos personales, y regresando a su país.
Al año siguiente, el 30 de octubre fue elegido por los Windy City Bulls en el puesto 12 de la primera ronda del Draft de la NBA D-League de 2016.
En 2017 retornó a Europa para actuar en el baloncesto profesional italiano. Allí permaneció tres años jugando para Virtus Roma, Scafati Basket y Poderosa Basket Montegranaro.